# آرتور هندرسون
آرتور هندرسون (انگلیسی: Arthur Henderson؛ زاده ۲۰ سپتامبر ۱۸۶۳ درگذشته ۲۰ اکتبر ۱۹۳۵) یک سیاست‌مدار اهل بریتانیا بود.